# Australian Open de 2023 - Dia a dia
Estes foram os jogos realizados nas quadras mais importantes a partir do primeiro dia das chaves principais.
Células em lavanda indicam sessão noturna.

## Dia 1 (16 de janeiro)
- Cabeças de chave eliminados:
  - Simples masculino:  Lorenzo Musetti [17],  Borna Ćorić [21]
  - Simples feminino:  Marie Bouzková [25],  Amanda Anisimova [28]

Ordem dos jogos:
| Rod Laver Arena             | Rod Laver Arena           | Rod Laver Arena         | Rod Laver Arena           |
| Evento                      | Vencedor(a)/(es/as)       | Derrotado(a)/(os/as)    | Resultado                 |
| --------------------------- | ------------------------- | ----------------------- | ------------------------- |
| Simples feminino – 1ª fase  | Coco Gauff [7]            | Kateřina Siniaková      | 6–1, 6–4                  |
| Simples masculino – 1ª fase | Maria Sakkari [6]         | Yuan Yue                | 6–1, 6–4                  |
| Simples feminino – 1ª fase  | Rafael Nadal [1]          | Jack Draper             | 7–5, 2–6, 6–4, 6–1        |
| Simples masculino – 1ª fase | Iga Świątek [1]           | Jule Niemeier           | 6–4, 7–5                  |
| Simples feminino – 1ª fase  | Daniil Medvedev [7]       | Marcos Giron            | 6–0, 6–1, 6–2             |
| Margaret Court Arena        |                           |                         |                           |
| Evento                      | Vencedor(a)/(es/as)       | Derrotado(a)/(os/as)    | Resultado                 |
| Simples feminino – 1ª fase  | Jessica Pegula [3]        | Jaqueline Cristian (PR) | 6–0, 6–1                  |
| Simples masculino – 1ª fase | Hubert Hurkacz [10]       | Pedro Martínez          | 7–61, 6–2, 6–2            |
| Simples feminino – 1ª fase  | Victoria Azarenka [24]    | Sofia Kenin (PR)        | 6–4, 7–63                 |
| Simples masculino – 1ª fase | Stefanos Tsitsipas [3]    | Quentin Halys           | 6–3, 6–4, 7–66            |
| Simples feminino – 1ª fase  | Madison Keys [10]         | Anna Blinkova           | 6–4, 3–6, 6–2             |
| John Cain Arena             |                           |                         |                           |
| Evento                      | Vencedor(a)/(es/as)       | Derrotado(a)/(os/as)    | Resultado                 |
| Simples masculino – 1ª fase | Jannik Sinner [15]        | Kyle Edmund (PR)        | 6–4, 6–0, 6–2             |
| Simples feminino – 1ª fase  | Petra Kvitová [15]        | Alison Van Uytvanck     | 7–63, 6–2                 |
| Simples masculino – 1ª fase | Jason Kubler [WC]         | Sebastián Báez          | 6–4, 6–4, 6–4             |
| Simples masculino – 1ª fase | Félix Auger-Aliassime [6] | Vasek Pospisil          | 1–6, 7–64, 7–63, 6–3      |
| Kia Arena                   |                           |                         |                           |
| Evento                      | Vencedor(a)/(es/as)       | Derrotado(a)/(os/as)    | Resultado                 |
| Simples feminino – 1ª fase  | Danielle Collins [13]     | Anna Kalinskaya         | 7–5, 5–7, 6–4             |
| Simples masculino – 1ª fase | Frances Tiafoe [16]       | Daniel Altmaier         | 6–3, 6–3, 56–7, 7–66      |
| Simples masculino – 1ª fase | Cameron Norrie [11]       | Luca Van Assche [WC]    | 7–63, 6–0, 6–3            |
| 1573 Arena                  |                           |                         |                           |
| Evento                      | Vencedor(a)/(es/as)       | Derrotado(a)/(os/as)    | Resultado                 |
| Simples feminino – 1ª fase  | Emma Raducanu             | Tamara Korpatsch        | 6–3, 6–2                  |
| Simples masculino – 1ª fase | Denis Shapovalov [20]     | Dušan Lajović           | 6–4, 4–6, 6–4, 6–1        |
| Simples feminino – 1ª fase  | Barbora Krejčíková [20]   | Sára Bejlek (Q)         | 6–3, 6–1                  |
| Simples masculino – 1ª fase | Alex Molčan               | Stan Wawrinka (PR)      | 36–7, 6–3, 1–6, 7–62, 6–4 |

## Dia 2 (17 de janeiro)
- Cabeças de chave eliminados:
  - Simples masculino:  Matteo Berrettini [13],  Miomir Kecmanović [26]
  - Simples feminino:  Martina Trevisan [21],  Kaia Kanepi [31]

Ordem dos jogos:
| Rod Laver Arena             | Rod Laver Arena                           | Rod Laver Arena                           | Rod Laver Arena                |
| Evento                      | Vencedor(a)/(es/as)                       | Derrotado(a)/(os/as)                      | Resultado                      |
| --------------------------- | ----------------------------------------- | ----------------------------------------- | ------------------------------ |
| Simples feminino – 1ª fase  | Aryna Sabalenka [5]                       | Tereza Martincová                         | 6–1, 6–4                       |
| Simples feminino – 1ª fase  | Caroline Garcia [4]                       | Katherine Sebov (Q)                       | 6–3, 6–0                       |
| Simples masculino – 1ª fase | Andy Murray                               | Matteo Berrettini [13]                    | 6–3, 6–3, 4–6, 76–7, 7–6(10–6) |
| Simples feminino – 1ª fase  | Ons Jabeur [2]                            | Tamara Zidanšek                           | 7–68, 4–6, 6–1                 |
| Simples masculino – 1ª fase | Novak Djokovic [4]                        | Roberto Carballés Baena                   | 6–3, 6–4, 6–0                  |
| Margaret Court Arena        |                                           |                                           |                                |
| Evento                      | Vencedor(a)/(es/as)                       | Derrotado(a)/(os/as)                      | Resultado                      |
| Simples feminino – 1ª fase  | Elise Mertens [26]                        | Garbine Muguruza                          | 3–6, 7–63, 6–1                 |
| Simples feminino – 1ª fase  | Karolína Plíšková [30]                    | Wang Xiyu                                 | 6–1, 6–3                       |
| Simples masculino – 1ª fase | Alexander Zverev [12]                     | Juan Pablo Varillas                       | 4–6, 6–1, 5–7, 7–63, 6–4       |
| Simples feminino – 1ª fase  | Belinda Bencic [12]                       | Viktoriya Tomova                          | 6–1, 6–2                       |
| Simples masculino – 1ª fase | Casper Ruud [2]                           | Tomáš Macháč                              | 6–3, 7–66, 56–7, 6–3           |
| John Cain Arena             |                                           |                                           |                                |
| Evento                      | Vencedor(a)/(es/as)                       | Derrotado(a)/(os/as)                      | Resultado                      |
| Simples masculino – 1ª fase | Andrey Rublev [5]                         | Dominic Thiem [WC]                        | 6–3, 6–4, 6–2                  |
| Simples masculino – 1ª fase | Taylor Fritz [8]                          | Nikoloz Basilashvili                      | 6–4, 6–2, 4–6, 7–5             |
| Simples feminino – 1ª fase  | Veronika Kudermetova [9]                  | Maryna Zanevs.ka                          | 6–2, 7–64                      |
| Simples masculino – 1ª fase | Alex de Minaur [22]                       | Hsu Yu-hsiou (Q)                          | 6–2, 6–2, 6–3                  |
| Simples masculino – 1ª fase | Alexei Popyrin [WC]                       | Tseng Chun-hsin                           | 4–6, 7–65, 56–7, 7–64, 6–1     |
| Kia Arena                   |                                           |                                           |                                |
| Evento                      | Vencedor(a)/(es/as)                       | Derrotado(a)/(os/as)                      | Resultado                      |
| Simples feminino – 1ª fase  | Kimberly Birrell [WC]                     | Kaia Kanepi [31]                          | 3–6, 7–64, 6–1                 |
| Simples masculino – 1ª fase | Holger Rune [9]                           | Filip Krajinović                          | 6–2, 6–3, 6–4                  |
| Simples masculino – 1ª fase | Thanasi Kokkinakis vs. Fabio Fognini      | Thanasi Kokkinakis vs. Fabio Fognini      | 6–1, 6–2, 4–2, suspenso        |
| 1573 Arena                  |                                           |                                           |                                |
| Evento                      | Vencedor(a)/(es/as)                       | Derrotado(a)/(os/as)                      | Resultado                      |
| Simples masculino – 1ª fase | Grigor Dimitrov [27]                      | Aslan Karatsev                            | 7–63, 7–5, 6–2                 |
| Simples feminino – 1ª fase  | Anett Kontaveit [16]                      | Julia Grabher                             | 6–2, 6–3                       |
| Simples feminino – 1ª fase  | Liudmila Samsonova [18]                   | Jasmine Paolini                           | 6–2, 6–4                       |
| Simples masculino – 1ª fase | Aleksandar Vukic (Q) vs. Brandon Holt (Q) | Aleksandar Vukic (Q) vs. Brandon Holt (Q) | 4–6, 6–1, 2–4, suspenso        |

## Dia 3 (18 de janeiro)
A chuva interrompeu os jogos em todas as quadras abertas por mais de seis horas, às 17h30min (horário local). Três das cinco quadras principais – com teto retrátil – permaneceram seguiram suas programações completas. Os duelos de duplas foram remarcados para o dia seguinte, assim como o término de alguns de simples da 1ª fase.
- Cabeças de chave eliminados:
  - Simples masculino:  Rafael Nadal [1],  Botic van de Zandschulp [32]
  - Simples feminino:  Daria Kasatkina [8],  Beatriz Haddad Maia [14],  Petra Kvitová [15],  Zheng Qinwen [29],  Jil Teichmann [32]

Ordem dos jogos:
| Rod Laver Arena             | Rod Laver Arena           | Rod Laver Arena         | Rod Laver Arena         |
| Evento                      | Vencedor(a)/(es/as)       | Derrotado(a)/(os/as)    | Resultado               |
| --------------------------- | ------------------------- | ----------------------- | ----------------------- |
| Simples feminino – 2ª fase  | Iga Świątek [1]           | Camila Osorio           | 6–2, 6–3                |
| Simples feminino – 2ª fase  | Jessica Pegula [3]        | Aliaksandra Sasnovich   | 6–2, 7–65               |
| Simples masculino – 2ª fase | Mackenzie McDonald        | Rafael Nadal [1]        | 6–4, 6–4, 7–5           |
| Simples feminino – 2ª fase  | Coco Gauff [7]            | Emma Raducanu           | 6–3, 7–64               |
| Simples masculino – 2ª fase | Stefanos Tsitsipas [3]    | Rinky Hijikata [WC]     | 6–4, 6–0, 6–2           |
| Margaret Court Arena        |                           |                         |                         |
| Evento                      | Vencedor(a)/(es/as)       | Derrotado(a)/(os/as)    | Resultado               |
| Simples feminino – 2ª fase  | Maria Sakkari [6]         | Diana Shnaider (Q)      | 3–6, 7–5, 6–3           |
| Simples masculino – 2ª fase | Félix Auger-Aliassime [6] | Alex Molčan             | 3–6, 3–6, 6–3, 6–2, 6–2 |
| Simples feminino – 2ª fase  | Madison Keys [10]         | Wang Xinyu              | 6–3, 6–2                |
| Simples masculino – 2ª fase | Daniil Medvedev [7]       | John Millman [WC]       | 7–5, 6–2, 6–2           |
| Simples feminino – 2ª fase  | Danielle Collins [13]     | Karolína Muchová (PR)   | 16–7, 6–2, 7–6(10–6)    |
| John Cain Arena             |                           |                         |                         |
| Evento                      | Vencedor(a)/(es/as)       | Derrotado(a)/(os/as)    | Resultado               |
| Simples masculino – 2ª fase | Jannik Sinner [15]        | Tomás Martín Etcheverry | 6–3, 6–2, 6–2           |
| Simples feminino – 2ª fase  | Anhelina Kalinina         | Petra Kvitová [15]      | 7–5, 6–4                |
| Simples masculino – 2ª fase | Frances Tiafoe [16]       | Shang Juncheng (Q)      | 6–4, 6–4, 6–1           |
| Simples masculino – 2ª fase | Karen Khachanov [18]      | Jason Kubler [WC]       | 6–4, 5–7, 6–4, 6–2      |
| Simples feminino – 2ª fase  | Elena Rybakina [22]       | Kaja Juvan              | 6–2, 6–1                |
| Kia Arena                   |                           |                         |                         |
| Evento                      | Vencedor(a)/(es/as)       | Derrotado(a)/(os/as)    | Resultado               |
| Simples feminino – 2ª fase  | Cristina Bucșa (Q)        | Bianca Andreescu        | 2–6, 7–67, 6–4          |
| Simples masculino – 1ª fase | Thanasi Kokkinakis        | Fabio Fognini           | 6–1, 6–2, 6–2           |
| Simples feminino – 2ª fase  | Marta Kostyuk             | Olivia Gadecki [WC]     | 6–2, 6–1                |
| Simples feminino – 2ª fase  | Victoria Azarenka [24]    | Nadia Podoroska (PR)    | 6–1, 6–0                |
| 1573 Arena                  |                           |                         |                         |
| Evento                      | Vencedor(a)/(es/as)       | Derrotado(a)/(os/as)    | Resultado               |
| Simples feminino – 2ª fase  | Barbora Krejčíková [20]   | Clara Burel (Q)         | 6–4, 6–1                |
| Simples masculino – 1ª fase | Brandon Holt (Q)          | Aleksandar Vukic (Q)    | 6–4, 1–6, 6–3, 3–6, 6–3 |
| Simples masculino – 2ª fase | Denis Shapovalov [20]     | Taro Daniel             | 6–3, 7–63, 7–5          |

## Dia 4 (19 de janeiro)
O jogo de 2ª fase entre Andy Murray e Thanasi Kokkinakis durou 5 horas e 45 minutos, com vitória do britânico no 5º set, indo até 4h06 da manhã. Terminou 28 minutos antes que o duelo mais tarde do torneio, de Lleyton Hewitt contra Marcos Baghdatis, em 2008. Em termos de duração, é o segundo mais longo do Australian Open, perdendo apenas para a final de 2012, entre Novak Djokovic e Rafael Nadal, com 5 horas e 53 minutos.
- Cabeças de chave eliminados:
  - Simples masculino:  Casper Ruud [2],  Taylor Fritz [8],  Alexander Zverev [12],  Pablo Carreño Busta [14],  Diego Schwartzman [23],  Alejandro Davidovich Fokina [30]
  - Simples feminino:  Ons Jabeur [2],  Veronika Kudermetova [9],  Anett Kontaveit [16],  Liudmila Samsonova [18],  Irina-Camelia Begu [27]
  - Duplas masculinas:  Rafael Matos /  David Vega Hernández [13]
  - Duplas femininas:  Lyudmyla Kichenok /  Jeļena Ostapenko [5],  Alicja Rosolska /  Erin Routliffe [14]

Ordem dos jogos:
| Rod Laver Arena             | Rod Laver Arena                        | Rod Laver Arena                        | Rod Laver Arena            |
| Evento                      | Vencedor(a)/(es/as)                    | Derrotado(a)/(os/as)                   | Resultado                  |
| --------------------------- | -------------------------------------- | -------------------------------------- | -------------------------- |
| Simples feminino – 2ª fase  | Aryna Sabalenka [5]                    | Shelby Rogers                          | 6–3, 6–1                   |
| Simples masculino – 2ª fase | Jenson Brooksby                        | Casper Ruud [2]                        | 6–3, 7–5, 46–7, 6–2        |
| Simples feminino – 2ª fase  | Caroline Garcia [4]                    | Leylah Fernandez                       | 7–65, 7–5                  |
| Simples masculino – 2ª fase | Novak Djokovic [4]                     | Enzo Couacaud (Q)                      | 6–1, 56–7, 6–2, 6–0        |
| Simples feminino – 2ª fase  | Markéta Vondroušová (PR)               | Ons Jabeur [2]                         | 6–1, 5–7, 6–1              |
| Margaret Court Arena        |                                        |                                        |                            |
| Evento                      | Vencedor(a)/(es/as)                    | Derrotado(a)/(os/as)                   | Resultado                  |
| Simples feminino – 2ª fase  | Katie Volynets (Q)                     | Veronika Kudermetova [9]               | 6–4, 2–6, 6–2              |
| Simples feminino – 2ª fase  | Magda Linette                          | Anett Kontaveit [16]                   | 3–6, 6–3, 6–4              |
| Simples masculino – 2ª fase | Michael Mmoh (LL)                      | Alexander Zverev [12]                  | 16–7, 6–4, 6–3, 6–2        |
| Simples feminino – 2ª fase  | Belinda Bencic [12]                    | Claire Liu                             | 7–63, 6–3                  |
| Simples masculino – 2ª fase | Andy Murray                            | Thanasi Kokkinakis                     | 4–6, 46–7, 7–65, 6–3, 7–5  |
| John Cain Arena             |                                        |                                        |                            |
| Evento                      | Vencedor(a)/(es/as)                    | Derrotado(a)/(os/as)                   | Resultado                  |
| Simples feminino – 2ª fase  | Ekaterina Alexandrova [19]             | Taylor Townsend [WC]                   | 1–6, 6–2, 6–3              |
| Simples feminino – 2ª fase  | Elise Mertens [26]                     | Lauren Davis                           | 6–4, 6–3                   |
| Simples masculino – 2ª fase | Alexei Popyrin [WC]                    | Taylor Fritz [8]                       | 46–7, 7–62, 6–4, 66–7, 6–2 |
| Simples masculino – 2ª fase | Alex de Minaur [22]                    | Adrian Mannarino                       | 7–63, 4–6, 6–4, 6–1        |
| Kia Arena                   |                                        |                                        |                            |
| Evento                      | Vencedor(a)/(es/as)                    | Derrotado(a)/(os/as)                   | Resultado                  |
| Duplas femininas – 1ª fase  | Chan Hao-ching [11] Yang Zhaoxuan [11] | Alizé Cornet [WC] Samantha Stosur [WC] | 6–3, 6–4                   |
| Simples masculino – 1ª fase | Andrey Rublev [5]                      | Emil Ruusuvuori                        | 6–2, 6–4, 26–7, 6–3        |
| Simples feminino – 2ª fase  | Linda Fruhvirtová                      | Kimberly Birrell [WC]                  | 6–3, 6–2                   |
| Simples masculino – 2ª fase | Holger Rune [9]                        | Maxime Cressy                          | 7–5, 6–4, 6–4              |
| 1573 Arena                  |                                        |                                        |                            |
| Evento                      | Vencedor(a)/(es/as)                    | Derrotado(a)/(os/as)                   | Resultado                  |
| Duplas masculinas – 1ª fase | Wesley Koolhof [1] Neal Skupski [1]    | Alexander Bublik John-Patrick Smith    | 6–1, 6–2                   |
| Simples masculino – 2ª fase | Ben Shelton                            | Nicolás Jarry (Q)                      | 7–63, 7–63, 7–5            |
| Simples feminino – 2ª fase  | Karolína Plíšková [30]                 | Yulia Putintseva                       | 6–0, 7–5                   |
| Simples masculino – 2ª fase | Grigor Dimitrov [27]                   | Laslo Djere                            | 6–3, 6–2, 6–0              |

## Dia 5 (20 de janeiro)
- Cabeças de chave eliminados:
  - Simples masculino:  Daniil Medvedev [7],  Cameron Norrie [11],  Frances Tiafoe [16],  Denis Shapovalov [20],  Francisco Cerúndolo [28]
  - Simples feminino:  Maria Sakkari [6],  Madison Keys [10],  Danielle Collins [13]
  - Duplas masculinas:  Simone Bolelli /  Fabio Fognini [9],  Rohan Bopanna /  Matthew Ebden [10],  Jamie Murray /  Michael Venus [11]
  - Duplas femininas:  Kirsten Flipkens /  Laura Siegemund [13]
  - Duplas mistas:  Jessica Pegula /  Austin Krajicek [2],  Alicja Rosolska /  Jean-Julien Rojer [7]

Ordem dos jogos:
| Rod Laver Arena             | Rod Laver Arena                              | Rod Laver Arena                         | Rod Laver Arena          |
| Evento                      | Vencedor(a)/(es/as)                          | Derrotado(a)/(os/as)                    | Resultado                |
| --------------------------- | -------------------------------------------- | --------------------------------------- | ------------------------ |
| Simples feminino – 3ª fase  | Barbora Krejčíková [20]                      | Anhelina Kalinina                       | 6–2, 6–3                 |
| Simples masculino – 3ª fase | Stefanos Tsitsipas [3]                       | Tallon Griekspoor                       | 6–2, 7–65, 6–3           |
| Simples feminino – 3ª fase  | Coco Gauff [7]                               | Bernarda Pera                           | 6–3, 6–2                 |
| Simples feminino – 3ª fase  | Victoria Azarenka [24]                       | Madison Keys [10]                       | 1–6, 6–2, 6–1            |
| Simples masculino – 3ª fase | Sebastian Korda [29]                         | Daniil Medvedev [7]                     | 7–67, 6–3, 7–64          |
| Margaret Court Arena        |                                              |                                         |                          |
| Evento                      | Vencedor(a)/(es/as)                          | Derrotado(a)/(os/as)                    | Resultado                |
| Simples masculino – 3ª fase | Jannik Sinner [15]                           | Márton Fucsovics                        | 4–6, 4–6, 6–1, 6–2, 6–0  |
| Simples feminino – 3ª fase  | Jessica Pegula [3]                           | Marta Kostyuk                           | 6–0, 6–2                 |
| Simples feminino – 3ª fase  | Iga Świątek [1]                              | Cristina Bucșa (Q)                      | 6–0, 6–1                 |
| Simples masculino – 3ª fase | Hubert Hurkacz [10]                          | Denis Shapovalov [20]                   | 7–63, 6–4, 1–6, 4–6, 6–3 |
| Simples feminino – 3ª fase  | Zhu Lin                                      | Maria Sakkari [6]                       | 7–63, 1–6, 6–4           |
| John Cain Arena             |                                              |                                         |                          |
| Evento                      | Vencedor(a)/(es/as)                          | Derrotado(a)/(os/as)                    | Resultado                |
| Simples feminino – 3ª fase  | Max Purcell Jordan Thompson                  | Guillermo Durán Philipp Oswald          | 6–3, 6–4                 |
| Simples feminino – 3ª fase  | Storm Hunter [4] Elise Mertens [4]           | Veronika Kudermetova Liudmila Samsonova | 2–6, 7–66, 6–1           |
| Simples masculino – 3ª fase | Félix Auger-Aliassime [6]                    | Francisco Cerúndolo [28]                | 6–1, 3–6, 6–1, 6–4       |
| Simples masculino – 3ª fase | Karen Khachanov [18]                         | Frances Tiafoe [16]                     | 6–3, 6–4, 3–6, 7–69      |
| Kia Arena                   |                                              |                                         |                          |
| Evento                      | Vencedor(a)/(es/as)                          | Derrotado(a)/(os/as)                    | Resultado                |
| Duplas masculinas – 1ª fase | Nicole Melichar-Martinez [9] Ellen Perez [9] | Ekaterina Alexandrova Vivian Heisen     | 6–2, 6–1                 |
| Duplas femininas – 1ª fase  | Alex Bolt [WC] Luke Saville [WC]             | Federico Coria Diego Schwartzman        | 6–2, 6–4                 |
| Simples feminino – 3ª fase  | Elena Rybakina [22]                          | Danielle Collins [13]                   | 6–2, 5–7, 6–2            |
| Simples masculino – 3ª fase | Jiří Lehečka                                 | Cameron Norrie [11]                     | 86–7, 6–3, 3–6, 6–1, 6–4 |
| 1573 Arena                  |                                              |                                         |                          |
| Evento                      | Vencedor(a)/(es/as)                          | Derrotado(a)/(os/as)                    | Resultado                |
| Duplas femininas – 1ª fase  | Gabriela Dabrowski [3] Giuliana Olmos [3]    | Irina-Camelia Begu Shelby Rogers        | 4–6, 6–2, 6–2            |
| Duplas femininas – 1ª fase  | Linda Fruhvirtová Alison Riske-Amritraj      | Natela Dzalamidze Alexandra Panova      | 46–7, 6–4, 7–5           |
| Simples feminino – 3ª fase  | Jeļena Ostapenko [17]                        | Kateryna Baindl                         | 6–3, 6–0                 |
| Duplas masculinas – 1ª fase | Benjamin Bonzi Arthur Rinderknech            | John Millman [WC] Aleksandar Vukic [WC] | 6–2, 7–63                |
| Duplas mistas – 1ª fase     | Jeļena Ostapenko David Vega Hernández        | Chan Hao-ching Michael Venus            | 6–2, 56–7, [10–6]        |

## Dia 6 (21 de janeiro)
- Cabeças de chave eliminados:
  - Simples masculino:  Daniel Evans [25],  Grigor Dimitrov [27]
  - Simples feminino:  Ekaterina Alexandrova [19],  Elise Mertens [26]
  - Duplas masculinas:  Nikola Mektić /  Mate Pavić [4],  Ivan Dodig /  Austin Krajicek [5],  Lloyd Glasspool /  Harri Heliövaara [6],  Santiago González /  Édouard Roger-Vasselin [15]
  - Duplas femininas:  Nicole Melichar-Martinez /  Ellen Perez [9],  Asia Muhammad /  Taylor Townsend [12]
  - Duplas mistas:  Ena Shibahara /  Wesley Koolhof [4]

Ordem dos jogos:
| Rod Laver Arena             | Rod Laver Arena                               | Rod Laver Arena                                    | Rod Laver Arena      |
| Evento                      | Vencedor(a)/(es/as)                           | Derrotado(a)/(os/as)                               | Resultado            |
| --------------------------- | --------------------------------------------- | -------------------------------------------------- | -------------------- |
| Simples feminino – 3ª fase  | Karolína Plíšková [30]                        | Varvara Gracheva                                   | 6–4, 6–2             |
| Simples feminino – 3ª fase  | Belinda Bencic [12]                           | Camila Giorgi                                      | 6–2, 7–5             |
| Simples masculino – 3ª fase | Alex de Minaur [22]                           | Benjamin Bonzi                                     | 7–60, 6–2, 6–1       |
| Simples masculino – 3ª fase | Novak Djokovic [4]                            | Grigor Dimitrov [27]                               | 7–67, 6–3, 6–4       |
| Simples feminino – 3ª fase  | Magda Linette                                 | Ekaterina Alexandrova [19]                         | 6–3, 6–4             |
| Margaret Court Arena        |                                               |                                                    |                      |
| Evento                      | Vencedor(a)/(es/as)                           | Derrotado(a)/(os/as)                               | Resultado            |
| Simples feminino – 3ª fase  | Donna Vekić                                   | Nuria Párrizas Díaz                                | 6–2, 6–2             |
| Simples masculino – 3ª fase | Andrey Rublev [5]                             | Daniel Evans [25]                                  | 6–4, 6–2, 6–3        |
| Simples feminino – 3ª fase  | Aryna Sabalenka [5]                           | Elise Mertens [26]                                 | 6–2, 6–3             |
| Simples masculino – 3ª fase | Roberto Bautista Agut [24]                    | Andy Murray                                        | 6–1, 76–7, 6–3, 6–4  |
| Duplas masculinas – 2ª fase | Rinky Hijikata [WC] Jason Kubler [WC]         | Lloyd Glasspool [6] Harri Heliövaara [6]           | 3–6, 7–5, 6–2        |
| John Cain Arena             |                                               |                                                    |                      |
| Evento                      | Vencedor(a)/(es/as)                           | Derrotado(a)/(os/as)                               | Resultado            |
| Duplas femininas – 2ª fase  | Marta Kostyuk Elena-Gabriela Ruse             | Nicole Melichar-Martinez [9] Ellen Perez [9]       | 3–6, 7–6(9–7), 6–0   |
| Simples masculino – 3ª fase | Holger Rune [9]                               | Ugo Humbert                                        | 6–4, 6–2, 7–65       |
| Duplas masculinas – 2ª fase | Andreas Mies [14] John Peers [14]             | André Göransson Marc-Andrea Hüsler                 | 6–4, 7–65            |
| Simples masculino – 3ª fase | Ben Shelton                                   | Alexei Popyrin [WC]                                | 6–3, 7–64, 6–4       |
| Kia Arena                   |                                               |                                                    |                      |
| Evento                      | Vencedor(a)/(es/as)                           | Derrotado(a)/(os/as)                               | Resultado            |
| Duplas femininas – 2ª fase  | Anastasia Pavlyuchenkova Elena Rybakina       | Latisha Chan Alexa Guarachi                        | 6–1, 6–0             |
| Duplas masculinas – 2ª fase | Wesley Koolhof [1] Neal Skupski [1]           | Petros Tsitsipas Stefanos Tsitsipas                | 7–66, 4–6, 7–6(10–7) |
| Simples masculino – 3ª fase | J. J. Wolf                                    | Michael Mmoh (LL)                                  | 6–4, 6–1, 6–2        |
| Simples feminino – 3ª fase  | Caroline Garcia [4]                           | Laura Siegemund (PR)                               | 1–6, 6–3, 6–3        |
| Duplas masculinas – 2ª fase | Nikola Ćaćić Aisam-ul-Haq Qureshi             | Santiago González [15] Édouard Roger-Vasselin [15] | 7–61, 7–64           |
| 1573 Arena                  |                                               |                                                    |                      |
| Evento                      | Vencedor(a)/(es/as)                           | Derrotado(a)/(os/as)                               | Resultado            |
| Duplas masculinas – 2ª fase | Lloyd Harris Raven Klaasen                    | Sadio Doumbia Fabien Reboul                        | 6–4, 6–4             |
| Simples feminino – 3ª fase  | Zhang Shuai [23]                              | Katie Volynets (Q)                                 | 6–3, 6–2             |
| Simples feminino – 3ª fase  | Linda Fruhvirtová                             | Markéta Vondroušová (PR)                           | 7–5, 2–6, 6–3        |
| Duplas mistas – 1ª fase     | Olivia Gadecki [WC] Marc Polmans [WC]         | Ena Shibahara [4] Wesley Koolhof [4]               | 6–2, 6–2             |
| Duplas femininas – 2ª fase  | Barbora Krejčíková [1] Kateřina Siniaková [1] | Linda Fruhvirtová Alison Riske-Amritraj            | 6–2, 6–2             |

## Dia 7 (22 de janeiro)
- Cabeças de chave eliminados:
  - Simples masculino:  Félix Auger-Aliassime [6],  Hubert Hurkacz [10],  Jannik Sinner [15],  Yoshihito Nishioka [31]
  - Simples feminino:  Iga Świątek [1],  Coco Gauff [7],  Barbora Krejčíková [20]
  - Duplas femininas:  Beatriz Haddad Maia /  Zhang Shuai [7],  Sania Mirza /  Anna Danilina [8]
  - Duplas mistas:  Nikola Mektić /  Demi Schuurs [5],  Gabriela Dabrowski /  Max Purcell [8]

Ordem dos jogos:
| Rod Laver Arena             | Rod Laver Arena                              | Rod Laver Arena                          | Rod Laver Arena               |
| Evento                      | Vencedor(a)/(es/as)                          | Derrotado(a)/(os/as)                     | Resultado                     |
| --------------------------- | -------------------------------------------- | ---------------------------------------- | ----------------------------- |
| Duplas masculinas lendárias | Bob Bryan Mike Bryan                         | Marcos Baghdatis Mark Philippoussis      | 6–1, 6–4                      |
| Simples feminino – 4ª fase  | Elena Rybakina [22]                          | Iga Świątek [1]                          | 6–4, 6–4                      |
| Simples masculino – 4ª fase | Sebastian Korda [29]                         | Hubert Hurkacz [10]                      | 3–6, 6–3, 6–2, 1–6, 7–6(10–7) |
| Simples masculino – 4ª fase | Stefanos Tsitsipas [3]                       | Jannik Sinner [15]                       | 6–4, 6–4, 3–6, 4–6, 6–3       |
| Simples feminino – 4ª fase  | Victoria Azarenka [24]                       | Zhu Lin                                  | 4–6, 6–1, 6–4                 |
| Margaret Court Arena        |                                              |                                          |                               |
| Evento                      | Vencedor(a)/(es/as)                          | Derrotado(a)/(os/as)                     | Resultado                     |
| Duplas mistas – 2ª fase     | Luisa Stefani Rafael Matos                   | Bethanie Mattek-Sands Mate Pavić         | 6–4, 6–4                      |
| Simples feminino – 4ª fase  | Jeļena Ostapenko [17]                        | Coco Gauff [7]                           | 7–5, 6–3                      |
| Simples masculino – 4ª fase | Jiří Lehečka                                 | Félix Auger-Aliassime [6]                | 4–6, 6–3, 7–62, 7–63          |
| John Cain Arena             |                                              |                                          |                               |
| Evento                      | Vencedor(a)/(es/as)                          | Derrotado(a)/(os/as)                     | Resultado                     |
| Duplas femininas – 2ª fase  | Storm Hunter [4] Elise Mertens [4]           | Tímea Babos Kristina Mladenovic          | 6–3, 6–3                      |
| Simples masculino – 4ª fase | Karen Khachanov [18]                         | Yoshihito Nishioka [31]                  | 6–0, 6–0, 7–64                |
| Simples feminino – 4ª fase  | Jessica Pegula [3]                           | Barbora Krejčíková [20]                  | 7–5, 6–2                      |
| Kia Arena                   |                                              |                                          |                               |
| Evento                      | Vencedor(a)/(es/as)                          | Derrotado(a)/(os/as)                     | Resultado                     |
| Duplas masculinas – 2ª fase | Jérémy Chardy Fabrice Martin                 | Sriram Balaji Ariel Behar                | 6–4, 6–4                      |
| Duplas masculinas – 2ª fase | Benjamin Bonzi Arthur Rinderknech            | Nicolás Barrientos Jeevan Nedunchezhiyan | 56–7, 6–3, 7–6(10–2)          |
| Duplas masculinas – 2ª fase | Hugo Nys Jan Zieliński                       | Max Purcell Jordan Thompson              | 4–6, 6–4, 7–6(10–7)           |
| Duplas masculinas – 2ª fase | Rajeev Ram [2] Joe Salisbury [2]             | Marc Polmans [WC] Alexei Popyrin [WC]    | 7–66, 4–6, 6–3                |
| Duplas mistas – 2ª fase     | Lizette Cabrera [WC] John-Patrick Smith [WC] | Gabriela Dabrowski [8] Max Purcell [8]   | 2–6, 7–5, [10–7]              |

## Dia 8 (23 de janeiro)
- Cabeças de chave eliminados:
  - Simples masculino:  Holger Rune [9],  Alex de Minaur [22],  Roberto Bautista Agut [24]
  - Simples feminino:  Caroline Garcia [4],  Belinda Bencic [12],  Zhang Shuai [23]
  - Duplas masculinas:  Rajeev Ram /  Joe Salisbury [2],  Juan Sebastian Cabal /  Robert Farah [12],  Matwe Middelkoop /  Robin Haase [16]
  - Duplas femininas:  Miyu Kato /  Aldila Sutjiadi [16]
  - Duplas mistas:  Marcelo Arévalo /  Giuliana Olmos [1]

Ordem dos jogos:
| Rod Laver Arena             | Rod Laver Arena                               | Rod Laver Arena                           | Rod Laver Arena               |
| Evento                      | Vencedor(a)/(es/as)                           | Derrotado(a)/(os/as)                      | Resultado                     |
| --------------------------- | --------------------------------------------- | ----------------------------------------- | ----------------------------- |
| Simples feminino – 4ª fase  | Aryna Sabalenka [5]                           | Belinda Bencic [12]                       | 7–5, 6–2                      |
| Simples feminino – 4ª fase  | Magda Linette                                 | Caroline Garcia [4]                       | 7–63, 6–4                     |
| Simples masculino – 4ª fase | Andrey Rublev [5]                             | Holger Rune [9]                           | 6–3, 3–6, 6–3, 4–6, 7–6(11–9) |
| Simples masculino – 4ª fase | Novak Djokovic [4]                            | Alex de Minaur [22]                       | 6–2, 6–1, 6–2                 |
| Duplas femininas – 3ª fase  | Storm Hunter Elise Mertens [4]                | Viktorija Golubic Monica Niculescu        | 6–2, 6–2                      |
| Margaret Court Arena        |                                               |                                           |                               |
| Evento                      | Vencedor(a)/(es/as)                           | Derrotado(a)/(os/as)                      | Resultado                     |
| Duplas mistas lendárias     | Cara Black Mike Bryan                         | Barbara Schett Bob Bryan                  | 6–3, 7–5                      |
| Simples feminino – 4ª fase  | Donna Vekić                                   | Linda Fruhvirtová                         | 6–2, 1–6, 6–3                 |
| Duplas masculinas – 3ª fase | Rinky Hijikata [WC] Jason Kubler [WC]         | Tomislav Brkić Gonzalo Escobar            | 1–6, 7–68, 6–4                |
| Simples masculino – 4ª fase | Tommy Paul                                    | Roberto Bautista Agut [24]                | 6–2, 4–6, 6–2, 7–5            |
| John Cain Arena             |                                               |                                           |                               |
| Evento                      | Vencedor(a)/(es/as)                           | Derrotado(a)/(os/as)                      | Resultado                     |
| Duplas femininas – 3ª fase  | Shuko Aoyama [10] Ena Shibahara [10]          | Anastasia Pavlyuchenkova Elena Rybakina   | 6–2, 7–67                     |
| Duplas femininas – 3ª fase  | Chan Hao-ching [11] Yang Zhaoxuan [11]        | Anhelina Kalinina Alison Van Uytvanck     | 6–3, 7–5                      |
| Simples masculino – 4ª fase | Ben Shelton                                   | J. J. Wolf                                | 56–7, 6–2, 46–7, 7–64, 6–2    |
| Duplas femininas – 3ª fase  | Barbora Krejčíková [1] Kateřina Siniaková [1] | Oksana Kalashnikova Alycia Parks          | 6–0, 6–3                      |
| Kia Arena                   |                                               |                                           |                               |
| Evento                      | Vencedor(a)/(es/as)                           | Derrotado(a)/(os/as)                      | Resultado                     |
| Duplas masculinas – 3ª fase | Wesley Koolhof [1] Neal Skupski [1]           | Nikola Ćaćić Aisam-ul-Haq Qureshi         | 6–4, 6–2                      |
| Simples feminino – 4ª fase  | Karolína Plíšková [30]                        | Zhang Shuai [23]                          | 6–0, 6–4                      |
| Duplas femininas – 3ª fase  | Coco Gauff [2] Jessica Pegula [2]             | Miyu Kato [16] Aldila Sutjiadi [16]       | 6–4, 6–2                      |
| Duplas masculinas – 3ª fase | Andreas Mies [14] John Peers [14]             | Alex Bolt [WC] Luke Saville [WC]          | 6–0, 6–3                      |
| Duplas mistas – 2ª fase     | Jeļena Ostapenko David Vega Hernández         | Giuliana Olmos [1] Marcelo Arévalo [1]    | 46–7, 7–66, [10–8]            |
| Duplas mistas – 2ª fase     | Olivia Gadecki [WC] Marc Polmans [WC]         | Kimberly Birrell [WC] Rinky Hijikata [WC] | 6–0, 6–2                      |

## Dia 9 (24 de janeiro)
- Cabeças de chave eliminados:
  - Simples masculino:  Sebastian Korda [29]
  - Simples feminino:  Jessica Pegula [3],  Jeļena Ostapenko [17]
  - Duplas masculinas:  Marcelo Arévalo /  Jean-Julien Rojer [3]
  - Duplas femininas:  Gabriela Dabrowski /  Giuliana Olmos [3]

Ordem dos jogos:
| Rod Laver Arena                         | Rod Laver Arena                       | Rod Laver Arena                              | Rod Laver Arena     |
| Evento                                  | Vencedor(a)/(es/as)                   | Derrotado(a)/(os/as)                         | Resultado           |
| --------------------------------------- | ------------------------------------- | -------------------------------------------- | ------------------- |
| Duplas mistas – Quartas de final        | Luisa Stefani Rafael Matos            | Lizette Cabrera [WC] John-Patrick Smith [WC] | 6–3, 6–4            |
| Simples feminino – Quartas de final     | Elena Rybakina [22]                   | Jeļena Ostapenko [17]                        | 6–2, 6–4            |
| Simples masculino – Quartas de final    | Karen Khachanov [18]                  | Sebastian Korda [29]                         | 7–65, 6–2, 3–0, ab. |
| Simples feminino – Quartas de final     | Victoria Azarenka [24]                | Jessica Pegula [3]                           | 6–4, 6–1            |
| Simples masculino – Quartas de final    | Stefanos Tsitsipas [3]                | Jiří Lehečka                                 | 6–3, 7–62, 6–4      |
| Margaret Court Arena                    |                                       |                                              |                     |
| Evento                                  | Vencedor(a)/(es/as)                   | Derrotado(a)/(os/as)                         | Resultado           |
| Simples masculino cadeirante – 1ª fase  | Martin De la Puente                   | Ben Weekes [WC]                              | 7–5, 6–2            |
| Simples feminino cadeirante – 1ª fase   | Aniek van Koot [3]                    | Angélica Bernal                              | 6–1, 7–5            |
| Duplas femininas – 3ª fase              | Caroline Dolehide Anna Kalinskaya     | Gabriela Dabrowski [3] Giuliana Olmos [3]    | 7–5, 6–2            |
| Simples tetraplégico – Quartas de final | Niels Vink [1]                        | Ymanitu Silva                                | 6–1, 6–0            |
| Duplas femininas – 3ª fase              | Desirae Krawczyk [6] Demi Schuurs [6] | Tereza Mihalíková Aliaksandra Sasnovich      | 6–3, 6–1            |
| Duplas mistas – Quartas de final        | Olivia Gadecki [WC] Marc Polmans [WC] | Maddison Inglis [WC] Jason Kubler [WC]       | 6–3, 6–2            |
| Kia Arena                               |                                       |                                              |                     |
| Evento                                  | Vencedor(a)/(es/as)                   | Derrotado(a)/(os/as)                         | Resultado           |
| Simples masculino cadeirante – 1ª fase  | Gustavo Fernández [2]                 | Ruben Spaargaren                             | 6–3, 6–2            |
| Simples feminino cadeirante – 1ª fase   | Diede de Groot [1]                    | Kgothatso Montjane                           | 6–1, 6–1            |
| Duplas masculinas – Quartas de final    | Jérémy Chardy Fabrice Martin          | Marcelo Arévalo [3] Jean-Julien Rojer [3]    | 6–3, 2–6, 7–6(10–4) |
| Duplas mistas – Quartas de final        | Sania Mirza Rohan Bopanna             | Jeļena Ostapenko David Vega Hernández        | w.o.                |

## Dia 10 (25 de janeiro)
- Cabeças de chave eliminados:
  - Simples masculino:  Andrey Rublev [5]
  - Simples feminino:  Karolína Plíšková [30]
  - Duplas masculinas:  Wesley Koolhof /  Neal Skupski [1],  Andreas Mies /  John Peers [14]
  - Duplas femininas:  Storm Hunter /  Elise Mertens [4],  Desirae Krawczyk /  Demi Schuurs [6],  Chan Hao-ching /  Yang Zhaoxuan [11]
  - Duplas mistas:  Desirae Krawczyk /  Neal Skupski [3]

Ordem dos jogos:
| Rod Laver Arena                                  | Rod Laver Arena                            | Rod Laver Arena                        | Rod Laver Arena     |
| Evento                                           | Vencedor(a)/(es/as)                        | Derrotado(a)/(os/as)                   | Resultado           |
| ------------------------------------------------ | ------------------------------------------ | -------------------------------------- | ------------------- |
| Simples feminino – Quartas de final              | Magda Linette                              | Karolína Plíšková [30]                 | 6–3, 7–5            |
| Simples feminino – Quartas de final              | Aryna Sabalenka [5]                        | Donna Vekić                            | 6–3, 6–2            |
| Simples masculino – Quartas de final             | Tommy Paul                                 | Ben Shelton                            | 7–66, 6–3, 5–7, 6–4 |
| Simples masculino – Quartas de final             | Novak Djokovic [4]                         | Andrey Rublev [5]                      | 6–1, 6–2, 6–4       |
| Duplas mistas – Semifinais                       | Luisa Stefani Rafael Matos                 | Olivia Gadecki [WC] Marc Polmans [WC]  | 6–4, 4–6, [11–9]    |
| Margaret Court Arena                             |                                            |                                        |                     |
| Evento                                           | Vencedor(a)/(es/as)                        | Derrotado(a)/(os/as)                   | Resultado           |
| Simples feminino cadeirante – Quartas de final   | Diede de Groot [1]                         | Momoko Ohtani                          | 6–4, 6–0            |
| Duplas femininas – Quartas de final              | Marta Kostyuk Elena-Gabriela Ruse          | Storm Hunter [4] Elise Mertens [4]     | 7–66, 2–6, 6–4      |
| Duplas femininas – Quartas de final              | Coco Gauff [2] Jessica Pegula [2]          | Chan Hao-ching [11] Yang Zhaoxuan [11] | 6–1, 6–1            |
| Duplas tetraplégicas – Semifinais                | Sam Schröder [1] Niels Vink [1]            | Heath Davidson David Wagner            | 6–0, 6–1            |
| Duplas mistas – Semifinais                       | Sania Mirza Rohan Bopanna                  | Desirae Krawczyk [3] Neal Skupski [3]  | 7–65, 56–7, [10–6]  |
| Kia Arena                                        |                                            |                                        |                     |
| Evento                                           | Vencedor(a)/(es/as)                        | Derrotado(a)/(os/as)                   | Resultado           |
| Duplas masculinas – Quartas de final             | Marcel Granollers [8] Horacio Zeballos [8] | Andreas Mies [14] John Peers [14]      | 6–4, 26–7, 6–2      |
| Duplas masculinas – Quartas de final             | Neal Skupski [WC] Jason Kubler [WC]        | Wesley Koolhof [1] Neal Skupski [1]    | 6–3, 6–1            |
| Duplas masculinas cadeirantes – Quartas de final | Alfie Hewett [2] Gordon Reid [2]           | Joachim Gérard Takuya Miki             | 6–0, 6–3            |
| Duplas femininas cadeirantes – Quartas de final  | Yui Kamiji [2] Zhu Zhenzhen [2]            | Jiske Griffioen Momoko Ohtani          | 6–2, 6–0            |

## Dia 11 (26 de janeiro)
- Cabeças de chave eliminados:
  - Simples feminino:  Victoria Azarenka [24]
  - Duplas masculinas:  Marcel Granollers /  Horacio Zeballos [8]

Ordem dos jogos:
| Rod Laver Arena                             | Rod Laver Arena                        | Rod Laver Arena                            | Rod Laver Arena |
| Evento                                      | Vencedor(a)/(es/as)                    | Derrotado(a)/(os/as)                       | Resultado       |
| ------------------------------------------- | -------------------------------------- | ------------------------------------------ | --------------- |
| Duplas femininas lendárias                  | Daniela Hantuchová Agnieszka Radwańska | Iva Majoli Barbara Schett                  | 6–3, 6–3        |
| Duplas masculinas – Semifinais              | Hugo Nys Jan Zieliński                 | Jérémy Chardy Fabrice Martin               | 6–3, 5–7, 6–2   |
| Duplas masculinas – Semifinais              | Rinky Hijikata [WC] Jason Kubler [WC]  | Marcel Granollers [8] Horacio Zeballos [8] | 6–4, 6–2        |
| Simples feminino – Semifinais               | Elena Rybakina [22]                    | Victoria Azarenka [24]                     | 7–64, 6–3       |
| Simples feminino – Semifinais               | Aryna Sabalenka [5]                    | Magda Linette                              | 7–61, 6–2       |
| Margaret Court Arena                        |                                        |                                            |                 |
| Evento                                      | Vencedor(a)/(es/as)                    | Derrotado(a)/(os/as)                       | Resultado       |
| Duplas masculinas lendárias                 | Marcos Baghdatis Mark Philippoussis    | Tommy Haas Radek Štěpánek                  | 6–4, 6–3        |
| Simples feminino juvenil – Quartas de final | Alina Korneeva [9]                     | Tereza Valentoná [2]                       | 7–5, 3–6, 6–0   |
| Simples tetraplégico – Semifinais           | Niels Vink [1]                         | Donald Ramphadi                            | 6–3, 6–0        |
| Simples tetraplégico – Semifinais           | Sam Schröder [2]                       | David Wagner                               | 6–0, 6–3        |
| Duplas masculinas juvenis – Semifinais      | Alexander Blockx [1] João Fonseca      | Cooper Errey [WC] Marcus Schoeman [WC]     | 7–5, 7–61       |
| Kia Arena                                   |                                        |                                            |                 |
| Evento                                      | Vencedor(a)/(es/as)                    | Derrotado(a)/(os/as)                       | Resultado       |
| Simples masculino cadeirante – Semifinais   | Alfie Hewett [1]                       | Takuya Miki                                | 6–1, 6–1        |
| Simples feminino cadeirante – Semifinais    | Yui Kamiji [2]                         | Jiske Griffioen [4]                        | 6–2, 6–1        |
| Duplas masculinas cadeirantes – Semifinais  | Alfie Hewett [2] Gordon Reid [2]       | Daisuke Arai Takashi Sanada                | 6–4, 6–4        |
| Duplas femininas cadeirantes – Semifinais   | Diede de Groot [1] Aniek van Koot [1]  | Dana Mathewson Lucy Shuker                 | 6–2, 6–1        |

## Dia 12 (27 de janeiro)
- Cabeças de chave eliminados:
  - Simples masculino:  Karen Khachanov [18]
  - Duplas masculinas:  Coco Gauff /  Jessica Pegula [2]

Ordem dos jogos:
| Rod Laver Arena                       | Rod Laver Arena                               | Rod Laver Arena                   | Rod Laver Arena      |
| Evento                                | Vencedor(a)/(es/as)                           | Derrotado(a)/(os/as)              | Resultado            |
| ------------------------------------- | --------------------------------------------- | --------------------------------- | -------------------- |
| Duplas mistas – Final                 | Luisa Stefani Rafael Matos                    | Sania Mirza Rohan Bopanna         | 7–62, 6–2            |
| Simples masculino – Semifinais        | Stefanos Tsitsipas [3]                        | Karen Khachanov [18]              | 7–62, 6–4, 66–7, 6–3 |
| Simples masculino – Semifinais        | Novak Djokovic [4]                            | Tommy Paul                        | 7–5, 6–1, 6–2        |
| Margaret Court Arena                  |                                               |                                   |                      |
| Evento                                | Vencedor(a)/(es/as)                           | Derrotado(a)/(os/as)              | Resultado            |
| Duplas femininas – Semifinais         | Barbora Krejčíková [1] Kateřina Siniaková [1] | Marta Kostyuk Elena-Gabriela Ruse | 6–2, 6–2             |
| Duplas femininas – Semifinais         | Shuko Aoyama [10] Ena Shibahara [10]          | Coco Gauff [2] Jessica Pegula [2] | 6–2, 7–67            |
| Duplas masculinas lendárias – 1ª fase | Bob Bryan Mike Bryan                          | Marcos Baghdatis Radek Štěpánek   | 6–4, 6–3             |

## Dia 12 (28 de janeiro)
- Cabeças de chave eliminados:
  - Simples feminino:  Elena Rybakina [22]

Ordem dos jogos:
| Rod Laver Arena                      | Rod Laver Arena                       | Rod Laver Arena        | Rod Laver Arena     |
| Evento                               | Vencedor(a)/(es/as)                   | Derrotado(a)/(os/as)   | Resultado           |
| ------------------------------------ | ------------------------------------- | ---------------------- | ------------------- |
| Simples feminino juvenil – Final     | Alina Korneeva [9]                    | Mirra Andreeva [7]     | 26–7, 6–4, 7–5      |
| Simples masculino juvenil – Final    | Alexander Blockx [3]                  | Learner Tien           | 6–1, 2–6, 7–6(11–9) |
| Simples feminino – Final             | Aryna Sabalenka [5]                   | Elena Rybakina [22]    | 4–6, 6–3, 6–4       |
| Duplas masculinas – Final            | Rinky Hijikata [WC] Jason Kubler [WC] | Hugo Nys Jan Zieliński | 6–4, 7–64           |
| Margaret Court Arena                 |                                       |                        |                     |
| Evento                               | Vencedor(a)/(es/as)                   | Derrotado(a)/(os/as)   | Resultado           |
| Simples feminino cadeirante – Final  | Diede de Groot [1]                    | Yui Kamiji [2]         | 0–6, 6–2, 6–2       |
| Simples cadeirante – Final           | Sam Schröder [2]                      | Niels Vink [1]         | 6–2, 7–5            |
| Simples masculino cadeirante – Final | Alfie Hewett [1]                      | Tokito Oda [3]         | 6–3, 6–1            |

## Dia 13 (29 de janeiro)
- Cabeças de chave eliminados:
  - Simples masculino:  Stefanos Tsitsipas [3]
  - Duplas femininas:  Shuko Aoyama /  Ena Shibahara [10]

Ordem dos jogos:
| Rod Laver Arena           | Rod Laver Arena                               | Rod Laver Arena                      | Rod Laver Arena |
| Evento                    | Vencedor(a)/(es/as)                           | Derrotado(a)/(os/as)                 | Resultado       |
| ------------------------- | --------------------------------------------- | ------------------------------------ | --------------- |
| Duplas femininas – Final  | Barbora Krejčíková [1] Kateřina Siniaková [1] | Shuko Aoyama [10] Ena Shibahara [10] | 6–4, 6–3        |
| Simples masculino – Final | Novak Djokovic [4]                            | Stefanos Tsitsipas [3]               | 6–3, 7–64, 7–65 |